# Linda Fierz-David
Linda Fierz-David, née en 1891 et morte en 1964, est une philologue et analyste jungienne suisse. Elle est la première femme admise à l'université de Bâle.

## Biographie
Linda Fierz-David étudie la psychologie, l'anthropologie, la mythologie et la philologie allemande.
Elle fait la connaissance de Carl Gustav Jung et devient membre de l'Institut C. G. Jung de Zürich.
Elle est l'auteure d'un livre sur la villa des Mystères de Pompéi.

## Vie privée
Son père, Heinrich David (de), est un homme politique suisse. Elle épouse en 1911 Hans Eduard Fierz (de), un chimiste suisse. Un de leurs fils Markus Fierz est un physicien suisse. Leur autre fils, Heinrich Karl Fierz, devient psychiatre et travaille à la clinique du Burghölzli, il est l'auteur de plusieurs ouvrages consacrés à la psychologie analytique.

## Œuvres
- Der Liebestraum des Poliphilo : ein Beitrag zur Psychologie der Renaissance und der Moderne, Zürich, Rhein-Verlag, 1947 (trad angl. The Dream of Poliphilo: The Soul in Love, New York, Pantheon Books, 1950).
- Psychologische Betrachtungen zu der Freskenfolge der Villa dei Misteri : ein Versuch, Zürich, 1957 (trad. ang. Villa of Mysteries, 1957.